# Parafia św. Maksymiliana Kolbego w Olsztynie
Parafia Świętego Maksymiliana Kolbego w Olsztynie – rzymskokatolicka parafia w Olsztynie, należąca do archidiecezji warmińskiej i Olsztyn Śródmieście. Została utworzona 1 lipca 1994 roku. Kościół parafialny mieści się przy ulicy Dworcowej. Proboszczem parafii, prowadzonej przez franciszkanów jest o. Robert Zbierański.